# PC 엔진 코어그래픽스

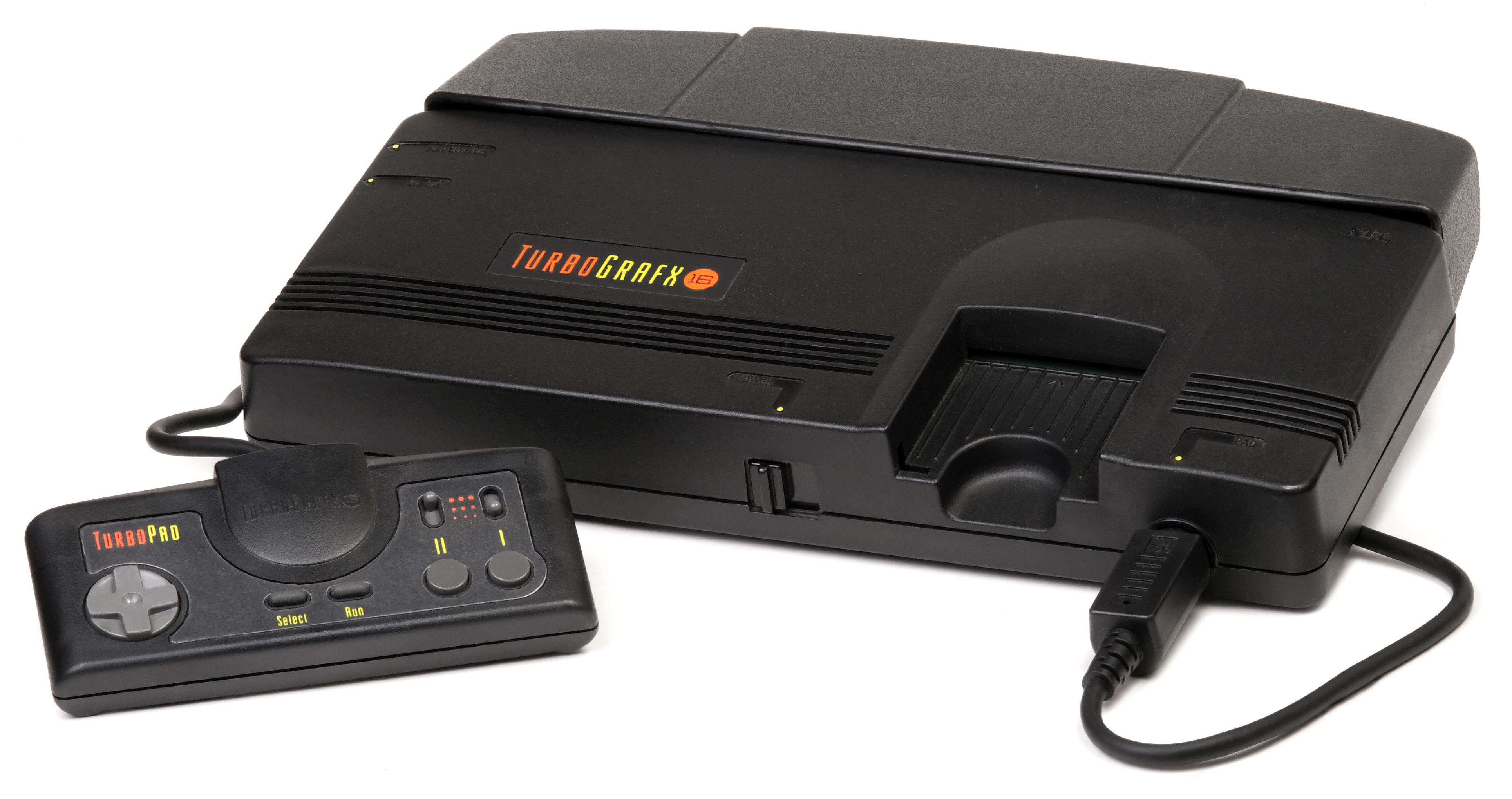

PC 엔진 코어그래픽스(PC Engine CoreGrafx, 일본어: PCエンジンコアグラフィックス)는 NEC 홈 일렉트로닉스에서 발매된 PC 엔진의 후기 모델이다. 1989년 12월 8일 일본에서 발매되었다.
하드웨어 사양은 초기의 PC 엔진과 동일하며, AV 출력과 본체 색상 등이 변경되었다. 1991년 6월 21일에는 염가판인 PC 엔진 코어그래픽스 II도 발매되었으며, 확장 슬롯을 갖추어 CD-ROM2 등의 각종 주변기기와의 접속이 가능하다.